# Abdul Haji Abdul Latheef
Abdul Haji Abdul Latheef (ur. 10 października 1970) – malediwski lekkoatleta, maratończyk, uczestnik Letnich Igrzysk Olimpijskich 1988.
Podczas Letnich Igrzysk Olimpijskich 1988 startował w biegu maratońskim, jednak zawodnik z Malediwów nie ukończył biegu i został niesklasyfikowany.